# Селіванов К.
Селіванов К. — український режисер, актор.
Один з перших українських діячів кіно. Автор одного з найперших українських фільмів «Смерть солдата». 
Був естрадним артистом. Працював в одеському представництві фірми «Бр. Пате».

## Фільмографія
- 1907 — «Смерть солдата»
- 1908 — «Зима»
- 1908 — «Чи не час, Пантелею, посоромитись людей»
- 1914 — «Прейскер у Каліші, або страшний привид»
- 1914 — «Два вороги на полі брані, або серце російського солдата»
- 1916 — «Витівки фантомаса, або горе довірливим»